# اینورنس هایلندز نورت (فلوریدا)
اینورنس هایلندز نورت (به انگلیسی: Inverness Highlands North) یک منطقهٔ مسکونی در ایالات متحده آمریکا است که در شهرستان سیتروس، فلوریدا قرار دارد. اینورنس هایلندز نورت ۵٫۰ کیلومتر مربع مساحت و ۲٬۴۰۱ نفر جمعیت دارد.